# Helictopleurus undatus
Helictopleurus undatus là một loài bọ cánh cứng trong họ Bọ hung (Scarabaeidae).